# Борджаков, Хаит
Хаит Борджаков (туркм. Haýt Borjakow; род. 1926) — советский, туркменский педагог. Народный учитель СССР (1983).

## Биография
В 1945 году окончил педагогическое училище в Чарджоу, в 1962 — Туркменский педагогический институт.
Работал в Сакарском районе Чарджоуской области (ныне в Лебапском велаяте): в 1941—1943 годах — счетовод колхоза «Большевик», в 1943—1945 — учитель, завуч школы №8 в селе Дженгель, в 1945—1959 — директор школы №18 в селе Карамахмуд. Преподавал туркменский язык и литературу.
С 1959 года — директор средней школы №1 в посёлке Сакар.

## Награды и звания
- Заслуженный учитель Туркменской ССР (1964)
- Народный учитель СССР (1983)